# Primera División 1902 (Argentinië)
In 1902 werd het elfde seizoen gespeeld van de Primera División, de hoogste voetbaldivisie van Argentinië. Alumni AC werd kampioen. 

## Eindstand
| Plaats | Club                   | Wed. | W | G | V | Saldo | Ptn. |
| ------ | ---------------------- | ---- | - | - | - | ----- | ---- |
| 1º     | Alumni Athletic Club   | 8    | 7 | 1 | 0 | 24:3  | 15   |
| 2º     | Barracas Athletic Club | 8    | 5 | 0 | 3 | 12:13 | 10   |
| 3º     | Quilmes                | 8    | 3 | 1 | 4 | 6:6   | 7    |
| 4º     | Belgrano Athletic Club | 8    | 1 | 3 | 4 | 7:20  | 5    |
| 5º     | Lomas Athletic Club    | 8    | 1 | 1 | 6 | 3:10  | 3    |

|  | Kampioen |